# Filip Benković
Filip Benković (Zagreb, 13 de julio de 1997) es un futbolista croata. Juega de defensa y su equipo es el AIK Estocolmo de la Allsvenskan.

## Clubes
| Club                         | País       | Año       |
| ---------------------------- | ---------- | --------- |
| G. N. K. Dinamo Zagreb       | Croacia    | 2015-2018 |
| Leicester City F. C.         | Inglaterra | 2018-2022 |
| Celtic F. C. (cedido)        | Escocia    | 2018-2019 |
| Bristol City F. C. (cedido)  | Inglaterra | 2020      |
| Cardiff City F. C. (cedido)  | Gales      | 2020-2021 |
| Oud-Heverlee Leuven (cedido) | Bélgica    | 2021      |
| Udinese Calcio               | Italia     | 2022-2024 |
| Eintracht Brunswick (cedido) | Alemania   | 2022-2023 |
| Trabzonspor (cedido)         | Turquía    | 2023-2024 |
| AIK Estocolmo                | Suecia     | 2025-     |

## Palmarés

### Campeonatos nacionales
| Título                     | Club                   | País       | Año     |
| -------------------------- | ---------------------- | ---------- | ------- |
| Prva HNL                   | G. N. K. Dinamo Zagreb | Croacia    | 2015-16 |
| Copa de Croacia            | G. N. K. Dinamo Zagreb | Croacia    | 2015-16 |
| Prva HNL                   | G. N. K. Dinamo Zagreb | Croacia    | 2017-18 |
| Copa de Croacia            | G. N. K. Dinamo Zagreb | Croacia    | 2017-18 |
| Copa de la Liga de Escocia | Celtic F. C.           | Escocia    | 2018-19 |
| Scottish Premiership       | Celtic F. C.           | Escocia    | 2018-19 |
| Copa de Escocia            | Celtic F. C.           | Escocia    | 2018-19 |
| Community Shield           | Leicester City F. C.   | Inglaterra | 2021    |